# Albrecht von Haller
Albrecht von Haller (Berna, 16 de octubre de 1708-ibíd. 12 de diciembre de 1777) fue un médico, anatomista, poeta, naturalista y botánico suizo, considerado el padre de la fisiología moderna y principal figura de Ilustración alemana.

## Aportes a la ciencia

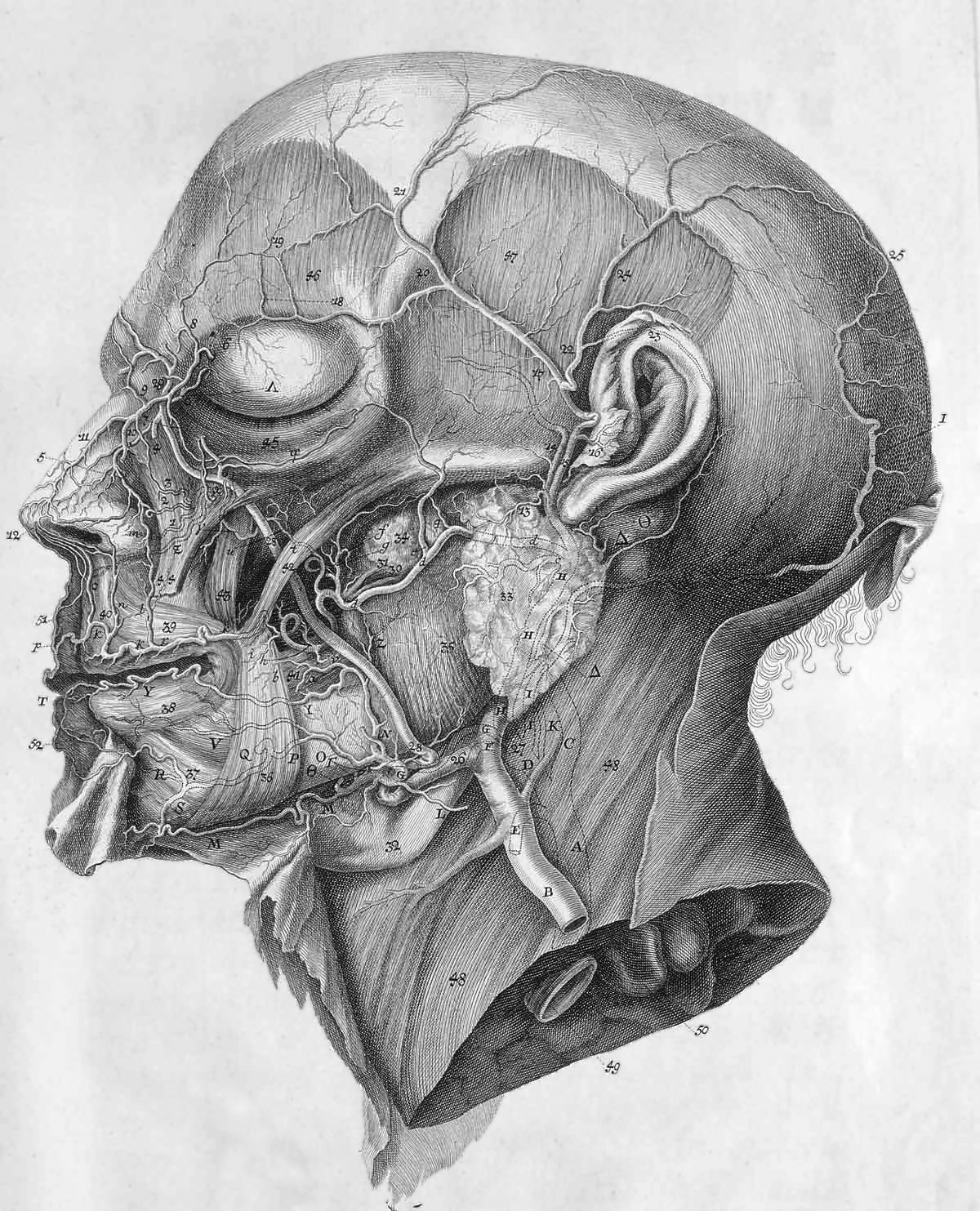
Ilustración de C.J. Rollinus en la obra de Haller Icones anatomicae.

Elementa physiologiae corporis humani. Auctore Alberto v. Haller... — Venetiis: apud Aloysium Milocco in via Mercatoria, sub signo Apollinis, 1766-1775.

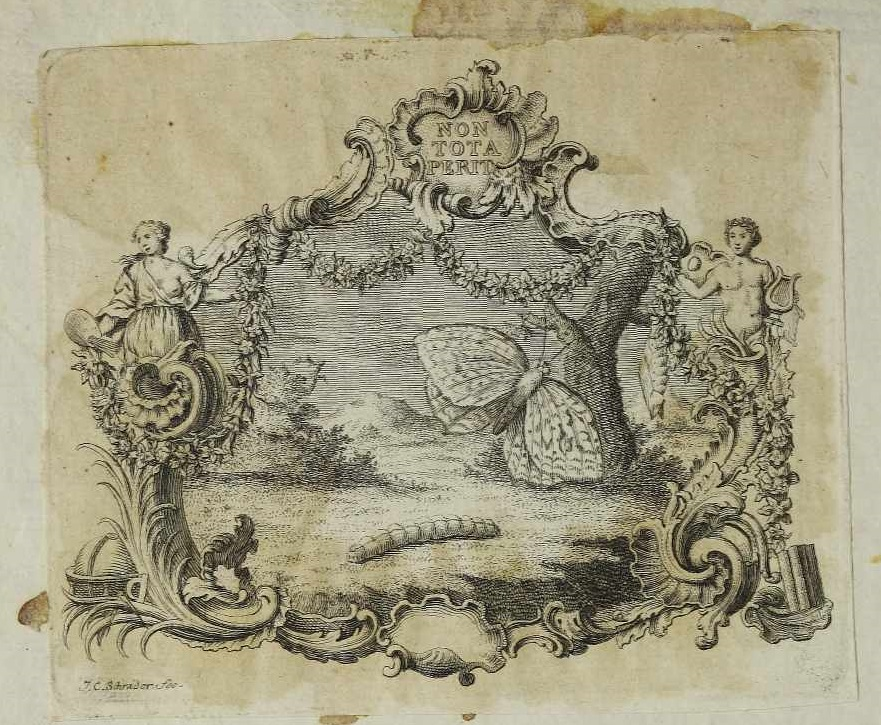
Ex libris from Albrecht von Haller. Da Fondazione BEIC

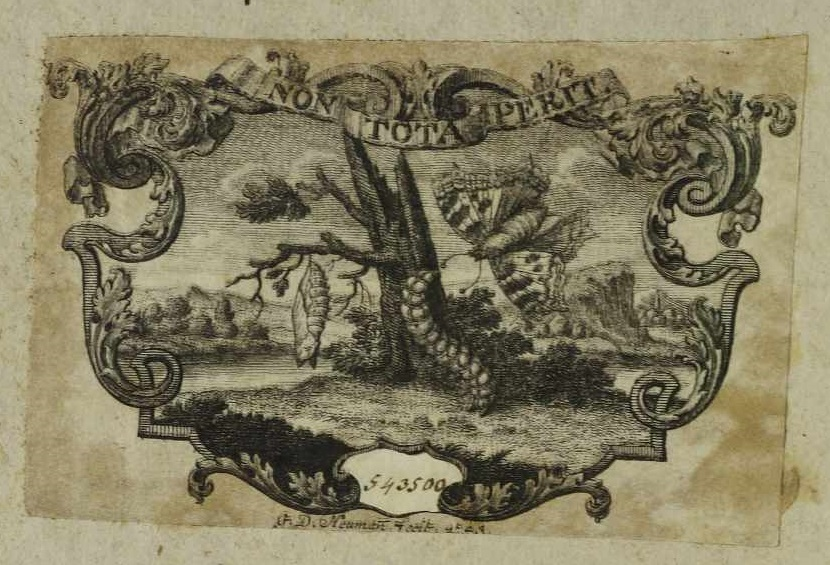
Ex libris from Albrecht von Haller. Da Fondazione BEIC

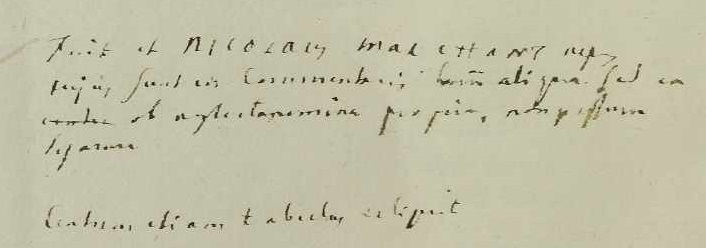
Manuscript notes from Albrecht von Haller. Da Fondazione BEIC

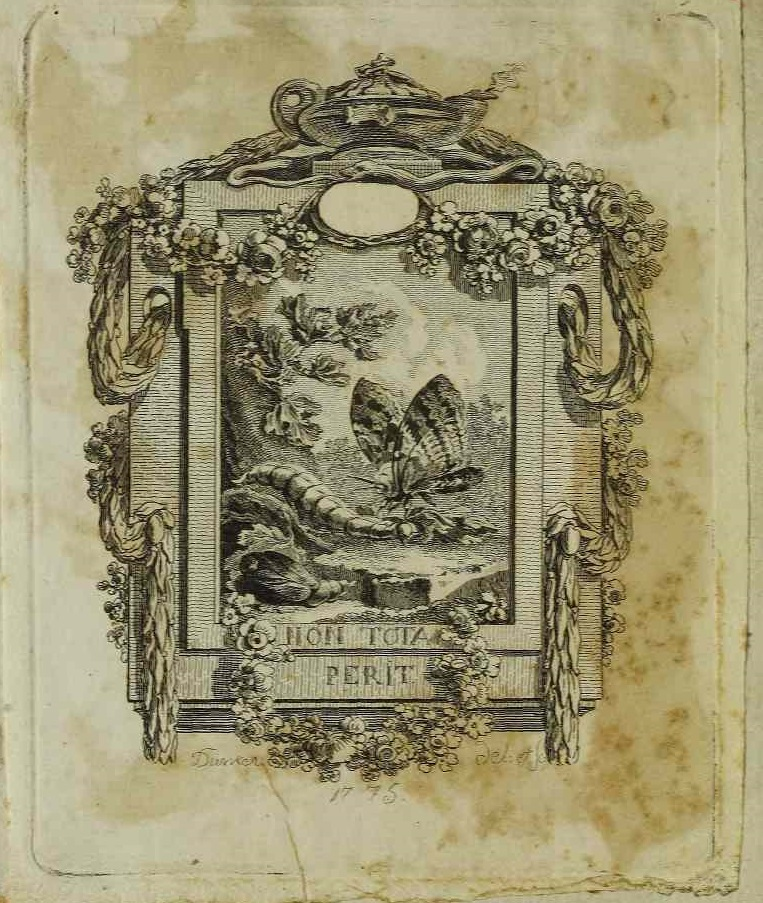
Copper engraving ex libris from Albrecht von Haller. Fondazione BEIC

- En el campo de la fisiología, Von Haller escribe los Elementa physiologiae corporis humana. Estableció que existía algún tipo de relación entre el dolor y los nervios.
- En anatomía, Von Haller es el representante más destacado de su época de la corriente mecanicista.
- En embriología, la observación de huevos de aves cambió su forma de pensar, pasando de ser epigenetista a preformacionista.

Su gran trabajo de búsqueda fue publicado bajo el nombre de Bibliotheca medica, una enciclopedia médica, quirúrgica y anatómica que escribió durante 31 años de su vida.
Como escritor, compuso largos poemas en enfáticos alejandrinos, en los que discute apasionadamente los grandes problemas de la época. Los Alpes (1729), junto con sus composiciones amorosas y sus elegías fúnebres, son lo más representativo de su aportación a la literatura.
Al final de su vida escribió tres novelas filosóficas, Usong (1771), Alfred (1773) y Fabio y Catón (1774), en donde muestra sus perspectivas sobre los méritos respectivos del despotismo, de una monarquía restringida y de un gobierno aristocrático republicano. Apareció primero en Lausana, Usong, une histoire orientale, 1771; y luego como Usong, en Carlruhe, 1779.
Von Haller figuraba sobre la sexta serie de los billetes de 500 CHF (publicada en 1977 y retirada en 2000) del Banco Nacional Suizo.

## Obras
- Los Alpes, 1729.

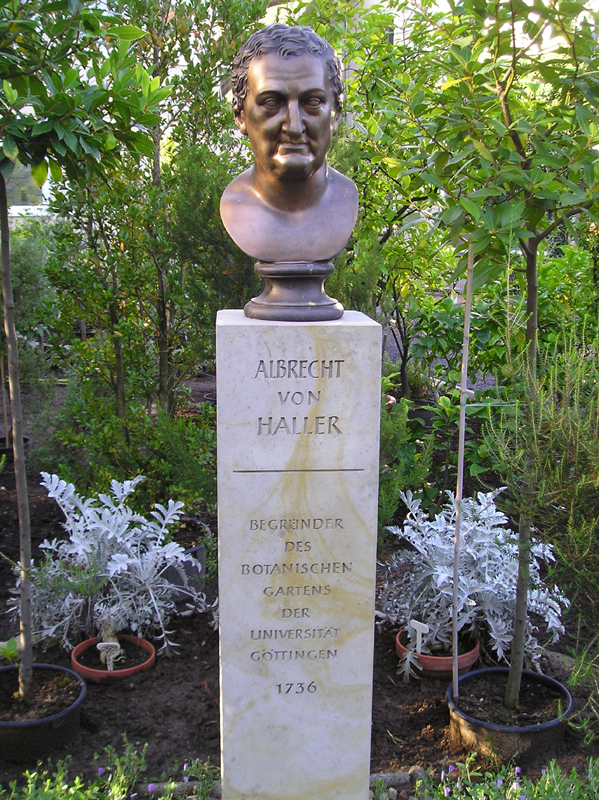
Busto de Haller en el Jardín botánico de Gotinga.

- Erläuterungen zu Boerhaaves Institutiones, siete tomos, 1739-1744.
- Enumeratio methodica stirpium Helveticae indigenarum [Descripción de la flora alpina suiza], 1742.
- Primae lineae physiologiae, 1747.
- De partibus corporis humani sensilibus et irritabilibus, 1752.
- Elementa physiologiae corporis humani, 8 vols., 1757-1766.
- Historia stirpium Helvetiae über die schweizerische Alpenflora, 1768.
- Onomatologia medica completa, oder medicinisches Lexikon, das alle Benennungen und Kunstwörter, welche der Arzneywissenschaft und Apoteckerkunst eigen sind, deutlich und vollständig erkläret, Frankfurt am Main und Leipzig, 1758 (= Medicinisches Lexicon, III)
- Materia medica oder Geschichte der Arzneyen des Pflanzenreichs, vols. 1 y 2, Leipzig: Haug, 1782.
- Histoire des plantes suisses ou Matiere médicale et de l’usage économique des plantes, vols. 1 y 2, Berna, 1791.
- Usong, 1771
- Alfred, 1773
- Fabio y Catón, 1774.

## Honores

### Epónimos
- (Stilbaceae) género Halleria L. 1753[3]
- Asteroide (1308) Halleria.
- Fondo de saco de Haller.

- La abreviatura «Haller» se emplea para indicar a Albrecht von Haller como autoridad en la descripción y clasificación científica de los vegetales.[4]